# Червоноочка
Червоноочка (Erythromma) — рід бабок родини стрілкових (Coenagrionidae).

## Види
- Стрілка Ліндена (Erythromma lindenii) (Selys, 1840)
- Червоноочка-наяда (Erythromma najas) (Hansemann, 1823)
- Червоноочка зелена (Erythromma viridulum) Charpentier, 1840